# Parnassiinae
Le Parnassiinae Duponchel, 1835, sono una sottofamiglia di lepidotteri, appartenente alla famiglia Papilionidae.
La specie tipo della sottofamiglia è Parnassius apollo.

## Tassonomia
La sottofamiglia Parnassiinae è suddivisa in 3 tribù per un totale di 8 generi:
- Tribù Luehdorfiini Chapman, 1895
  - Genere Archon Hübner, 1822
  - Genere Luehdorfia Crüger, 1878
- Tribù Parnassiini Duponchel, 1835
  - Genere Hypermnestra Ménétriés, 1846
  - Genere Parnassius Latreille, 1804
- Tribù Zerynthiini Grote, 1899
  - Genere Allancastria Bryk, 1934
  - Genere Bhutanitis Atkinson, 1873
  - Genere Sericinus Westwood, 1851
  - Genere Zerynthia Ochsenheimer, 1816

Va segnalato che la sistematica di questo taxon è ancora in via di definizione. Taluni autori non riconoscono la tribù Luehdorfiini, tanto da inserire il genere Archon nei Parnassini ed il genere Luehdorfia negli Zerynthini; la discussione si sta spostando dal piano anatomico a quello meramente genetico.

## Alcune specie
Le farfalle di questa famiglia diffuse in Italia sono:
- Parnassius apollo
- Parnassius mnemosyne
- Parnassius phoebus
- Zerynthia polyxena